# Bevrijding van Emmen
De bevrijding van Emmen door de Poolse 1e Pantserdivisie vond plaats op 10 april 1945, precies 4 jaar en 11 maanden nadat de Duitsers Emmen binnenvielen (10 mei 1940). Er werd niet tot nauwelijks gevochten.

## Achtergrond

### Het laatste oorlogsjaar
In het laatste oorlogsjaar werd Emmen een toevluchtsoord voor nazigezinden. Na Dolle Dinsdag vluchtten duizenden leden van de NSB naar het oosten en noorden van Nederland. Ook andere vluchtelingen zochten hun toevlucht in Emmen. Zij waren elders uit hun huizen verdreven of hadden hun huis verloren.
De opperbevelhebber van de Duitse Wehrmacht in Nederland, Christiansen, kwam op 2 januari 1945 ook naar Emmen en vestigde zijn hoofdkwartier in de villa de Lindenhof. Vanuit deze villa probeerde de generaal de oorlog te rekken.
Het verzet in Emmen gaf door aan de geallieerden dat Christiansen in de Lindenhof verbleef. Op 22 februari 1945 voerden vliegtuigen een bombardement uit op de villa. De bommen misten hun doel, enkele woningen werden verwoest en daarbij vielen zes doden. Inmiddels waren de geallieerden vanuit het zuiden al op weg naar Noord-Nederland.
Voor Christiansen was op de heide tussen de Roswinkelerweg en de Emmerdennen een eenvoudige startbaan aangelegd. Zo kon de generaal zich snel per vliegtuig verplaatsen als dat nodig was. Daarnaast stond er een speciale salonwagen voor hem klaar. Op 8 april 1945 is hij inderdaad vertrokken.
Voor zowel de bevolking als voor het verzet in Emmen was het laatste oorlogsjaar het zwaarst. De voedselsituatie bleef relatief gunstig, maar de NSB-burgemeester J. Best zorgde ervoor dat enkele duizenden inwoners van Emmen op verschillende plaatsen in Drenthe aan het spitten en graven werden gezet voor de aanleg van Duitse versterkingen. Voor de bewoners die in Emmen achterbleven was het een spannende tijd. Niemand was nog aan het werk, want men was veel te opgewonden en te zenuwachtig. Het wachten was op de bevrijders die er volgens connecties elders in het land snel aan zouden komen.

### Opmars van de geallieerden
In de nacht van 5 op 6 april werd Coevorden bevrijd door een eenheid van het Canadese Eerste Leger die van plan waren verder te gaan in de richting van Ter Apel. Maar al snel ondervonden zij dat ze versterking nodig hadden. De op Emmen teruggetrokken Duitsers gaven de geallieerden stevig verzet.
De Poolse 1e Pantserdivisie vertrok daarom ter versterking op 7 april 1945 vanuit Breda naar het noorden. Vanuit Coevorden trok het Canadese leger in westelijke richting terwijl de Poolse militairen noordwaarts gingen. Op 10 april 1945 arriveerden zij bij Dalen, waar ze zich splitsten. Eén helft ging via Zweeloo en Noord Sleen, de andere helft via Holsloot en Erm.
De Poolse divisie, opgericht in Schotland in februari 1942, was samengesteld uit Polen die op allerlei manieren in Engeland terecht waren gekomen. Ze bestond uit een pantserbrigade, een artilleriebrigade en een brigade gemotoriseerde infanterie met een ondersteuningseenheid en een commando-eenheid. Met 400 voertuigen, 450 kanonnen en 400 tanks was het een gevreesde eenheid. Onder leiding van generaal Stanislaw Maczek werd de divisie overgeplaatst naar Overijssel, waarna ze langs de Nederlands-Duitse grens oprukte door Drenthe en Groningen, waarbij onder meer Emmen, Veendam en Stadskanaal werden bevrijd.

### Bevrijding
Vanuit Erm kwamen de eerste Poolse troepen Noordbarge binnen. De Duitsers hadden zich onder andere ingegraven bij de trambrug over het Oranjekanaal. Ze lieten de Polen zeer dicht naderen en openden het vuur toen deze op 100 meter afstand kwamen. De Polen werden wel door de Duitsers verrast, maar de Poolse tanks waren de Duitsers de baas en helemaal nu ze door middel van het schieten hun schuilplaats hadden verraden. De tanks namen de Duitsers flink onder vuur en ondertussen reden ze op het kanaal af en probeerden ze de overkant van het kanaal te bereiken. Toen dat gelukt was stopten de Polen met vuren en konden ze de Duitse linies betreden. Na een gevecht van ruim een uur waren 17 boerderijen en schuren verwoest of stonden in brand. Om 5 uur was  Noordbarge bevrijd.
Niet alleen in Noordbarge, maar ook in Zuidbarge werden de Duitsers aangevallen. Hierbij werden ook gebouwen verwoest, waaronder het station.

### Duitse aftocht
Na ruim een uur vechten kwamen de eerste Duitsers uit hun posities en renden tussen de boerderijen door richting Emmen. De plaatselijke bewoners waren verbaasd dat de ingegraven Duitsers nog zo lang stand wisten te houden tegen de overmachtige Poolse divisie. De Duitsers deden nog een poging tot een tegenaanval, maar toen bleek dat dit geen zin had trokken ze zich definitief terug. Al schietende verdwenen ze via de Weerdingerstraat richting Weerdinge.

## Viering
Toen bleek dat de inwoners weer veilig over straat konden, omstreeks 7 uur dezelfde dag, haalden zij hun rood wit blauwe vlaggen tevoorschijn en werd het Wilhelmus uit volle borst gezongen. Al rond 9 uur lag er een nieuwe brug over het Oranjekanaal, en vanaf dit uur begonnen de marechaussee en de Ordedienst de mensen naar huis te sturen. Binnenshuis werd er nog wel doorgefeest. De volgende ochtend begon het feest opnieuw. De Polen trokken voorbij in versierde wagens, oranje spullen worden tevoorschijn gehaald, wederom werd het Wilhelmus gezongen en de Nederlandse vlag werd plechtig gehesen.
Noordbarge was in rouw. Sommige mensen waren op de laatste oorlogsdag alles wat ze hadden verloren. Hun huis, bedrijf en of vee was verwoest en daardoor was er weinig reden tot vreugde.